# Tratado de Comercio de los Pueblos

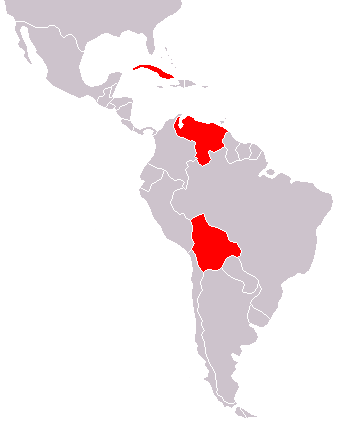
Miembros de Tratado Comercial de los Pueblos.

El tratado de Comercio de los Pueblos o TCP es una iniciativa del presidente boliviano Evo Morales de un tratado de comercio en el marco del ALBA, entre Bolivia, Cuba y Venezuela.

## Historia
Fue firmado en La Habana el 29 de abril de 2006 por los presidentes Fidel Castro, Hugo Chávez y Evo Morales. Los Tratados de Comercio de los Pueblos son instrumentos de intercambio solidario y complementario entre los países destinados a beneficiar a los pueblos, en contraposición a los Tratados de Libre Comercio tradicionales, que consisten en acuerdos comerciales regionales o bilaterales para ampliar el mercado de bienes y servicios entre los países participantes. El TCP ha sido lanzado como una alternativa a los TLCs impulsados por Washington.[cita requerida]